# Tchads premierministre
Dette er en liste over Tchads premierministre.
| Navn                      | Embedsperiode                        |
| ------------------------- | ------------------------------------ |
| Gabriel Lisette           | 14. maj 1957 – 11. februar 1959      |
| Gontchomé Sahoulba        | 11. februar 1959 – 12. marts 1959    |
| Ahmad Koulamallah         | 12. marts 1959 – 26. marts 1959      |
| François Tombalbaye       | 26. marts 1959 – 13. april 1975      |
| Félix Malloum             | 15. april 1975 – 29. august 1978     |
| Hissène Habré             | 29. august 1978 – 23. marts 1979     |
| Djidingar Dono Ngardoum   | 19. maj – 19. juni 1982              |
| Jean Alingue Bawoyeu      | 4. marts 1991 – 20. maj 1992         |
| Joseph Yodoyman           | 20. maj 1992 – 7. april 1993         |
| Fidèle Moungar            | 7. april 1993 – 6. november 1993     |
| Delwa Kassire Koumakoye   | 6. november 1993 – 8. april 1995     |
| Koibla Djimasta           | 8. april 1995 – 17. maj 1997         |
| Nassour Ouaido            | 17. maj 1997 – 13. december 1999     |
| Nagoum Yamassoum          | 13. december 1999 – 12. juni 2002    |
| Haroun Kabadi             | 12. juni 2002 – 24. juni 2003        |
| Moussa Faki               | 24. juni 2003 – 3. februar 2005      |
| Pascal Yoadimnadji        | 3. februar 2005 – 23. februar 2007   |
| Adoum Younousmi (interim) | 23. februar 2007 – 26. februar 2007  |
| Delwa Kassiré Koumakoye   | 26. februar 2007 – 15. april 2008    |
| Youssouf Saleh Abbas      | 15. april 2008 – 5. marts 2010       |
| Emmanuel Nadingar         | 5. marts 2010 – 21. januar 2013      |
| Djimrangar Dadnadji       | 21. januar 2013 – 21. november 2013  |
| Kalzeubet Pahimi Deubet   | 21. november 2013 – 13. februar 2016 |
| Albert Pahimi Padacké     | 13. februar 2016 – 4. maj 2018       |
| Albert Pahimi Padacké     | 26. april 2021 – 13. oktober 2022    |
| Saleh Kebzabo             | 13. oktober 2022 – 1. januar 2024    |
| Succès Masra              | 1. januar 2024 – 23. maj 2024        |
| Allamaye Halina           | 23. maj 2024 –                       |